# Riccardo
Riccardo  è un nome proprio di persona italiano maschile.

## Varianti
- Maschili: Ricardo[3][4], Ricciardo[1][3][4], Rizzardo[3], Ricoardo[6]
  - Alterati: Riccardino[3], Ricciardetto[3][4]
  - Ipocoristici: Ciardo[3], Ciardino[3], Ricco[3]
- Femminili: Riccarda[3][7], Ricciarda[3], Rizzarda[3]
  - Alterati: Riccardina[3]
  - Ipocoristici: Ricca[3]

### Varianti in altre lingue
- Catalano: Ricard[2][5]
- Ceco: Richard[2][5]
- Danese: Richard[2]
- Finlandese: Rikhard[2][5]
  - Ipocoristici: Riku[2][5]
- Francese: Richard[2][4][5][8], Ricard[5]
- Gallese: Rhisiart[2][5]
- Germanico: Ricohard[2][8][9], Richhart[9], Rihhard[9], Riccard[9], Richart[9], Richard[9], Rikhart[9], Rikard[9], Ricard[9], Rihard[9], Rihart[9], Rickart[9], Hrihhart[9], Hrichart[9]
  - Femminili: Richarda[9], Richarta[9]
- Inglese: Richard[2][4][5][8]
  - Ipocoristici: Rick[2][5], Ricky[2][5], Rickie[2][5], Ricki[2], Rikki[2], Rickey[2], Rich[2][5], Richie[2][5], Ritchie[2], Dick[2][4][5]
  - Femminili: Richardine[7]
  - Ipocoristici femminili: Ricki[7], Rikki[7]
- Irlandese: Risteárd[2][5]
- Islandese: Ríkharður
- Latino: Ricardus[8]
- Lettone: Rihards[2], Ričards[2]
- Lituano: Ričardas[2][5]
- Norvegese: Rikard[2], Richard[2]
- Olandese: Richard[2]
- Polacco: Ryszard[2][5]
- Portoghese: Ricardo[2]
  - Femminili: Ricarda[7]
- Scozzese: Ruiseart[5]
- Slovacco: Richard[2]
  - Ipocoristici: Riško[2], Rišo[2]
- Sloveno: Rihard[2]
- Spagnolo: Ricardo[2][4][5]
  - Ipocoristici: Rico[2]
  - Femminili: Ricarda[7]
- Svedese: Rikard[2][5], Rickard[2], Rikard[2]
- Tedesco: Richard[2][4][5]
  - Femminili: Ricarda[7]
- Ungherese: Richárd[2], Rikárdó[2]

## Origine e diffusione
Continua un antico nome germanico composto dagli elementi ric ("re", "signore", "dominatore" e "ricco", "potente") e hard ("forte", "audace", "valoroso"); il significato può essere interpretato come "sovrano coraggioso", "forte nel dominio", "potente e valoroso". Entrambi gli elementi sono assai comuni nell'onomastica germanica: il primo si ritrova ad esempio in Rigoberto, Federico ed Enrico, il secondo in Leonardo, Bernardo e Medardo.
Non è chiaro quando il nome sia giunto in Italia; qualche occorrenza di Richardus si trova già in epoca longobarda, ma probabilmente fece la sua vera entrata in scena al tempo degli imperatori tedeschi; si è poi consolidato anche grazie al culto di vari santi, al prestigio di diverse figure storiche, e alla popolarità di opere letterarie e musicali. È diffuso ovunque, e negli anni 1970 se ne contavano circa 84 000 occorrenze, più altre 3 500 del femminile; le forme Ricciardo e Rizzardo, adattate dal francese Richard, sono accentrate la prima in Toscana ed Emilia-Romagna, la seconda in Veneto e nel resto del Nord.
I normanni, che ebbero tre duchi chiamati così, introdussero il nome in Inghilterra, dove conobbe subito grande popolarità tanto da divenire uno dei più diffusi tra i nomi giunti durante la conquista. Fu portato da tre re d'Inghilterra e fu uno dei cinque nomi più diffusi tra la popolazione maschile britannica nel tardo Medioevo, assieme a John, William, Robert e Thomas. La sua diffusione nei paesi anglofoni è rimasta stabile anche in epoca moderna; ha raggiunto il picco negli Stati Uniti durante gli anni 1940, e poco tempo dopo nel Regno Unito, dopodiché ha cominciato a declinare.

## Onomastico
L'onomastico si può festeggiare in memoria di numerosi santi, fra i quali, alle date seguenti:
- 28 gennaio, san Riccardo, abate di Vaucelles[10][11]
- 7 febbraio, san Riccardo, re d'Inghilterra[1][11]
- 25 marzo, san Riccardo, martire[1][10]
- 3 aprile, san Riccardo, vescovo di Chichester[1][10][11]
- 1º maggio, san Riccardo Pampuri, religioso dei Fatebenefratelli[10][11]
- 4 maggio, san Richard Reynolds, sacerdote e martire a Londra[10][11]
- 9 giugno, san Riccardo, vescovo di Andria[1][10][11]
- 14 giugno, san Riccardo, monaco a Saint Vannes presso Verdun[11]
- 18 settembre, santa Riccarda di Svevia, imperatrice, moglie di Carlo il Grosso[10][12]
- 17 ottobre, san Richard Gwynn, martire a Wrexham[10][11]

Con il nome si ricorda anche una trentina di beati.

## Persone

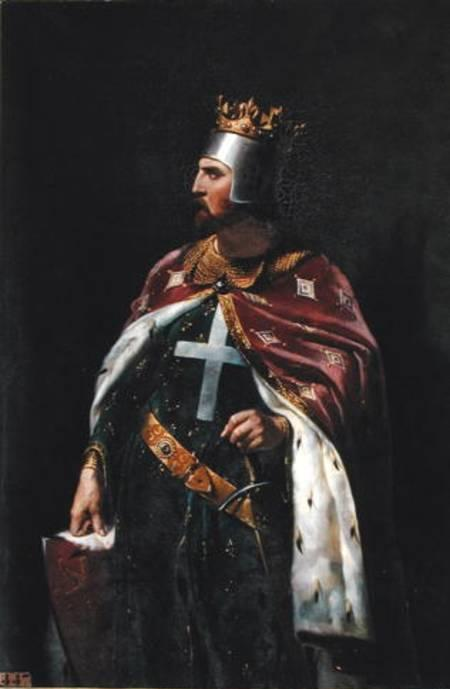
Riccardo I d'Inghilterra

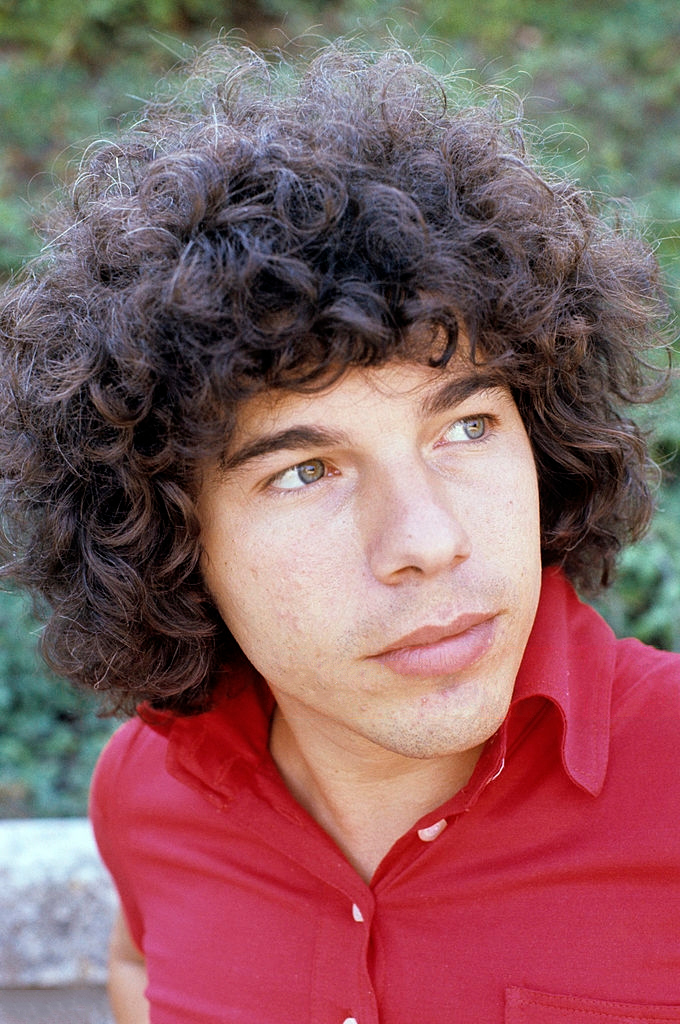
Riccardo Cocciante

- Riccardo I d'Inghilterra, detto "Cuor di Leone", re d'Inghilterra
- Riccardo II d'Inghilterra, re d'Inghilterra
- Riccardo III d'Inghilterra, re d'Inghilterra
- Riccardo Bacchelli, scrittore, drammaturgo, giornalista, traduttore e critico teatrale italiano
- Riccardo Billi, attore italiano
- Riccardo Cassin, alpinista e partigiano italiano
- Riccardo Cocciante, cantautore e compositore italiano
- Riccardo Fedel, partigiano italiano
- Riccardo Fogli, cantautore e bassista italiano
- Riccardo Mannerini, poeta e paroliere italiano
- Riccardo Montolivo, calciatore italiano
- Riccardo Muti, direttore d'orchestra italiano
- Riccardo Patrese, pilota automobilistico italiano
- Riccardo Scamarcio, attore e produttore cinematografico italiano
- Riccardo Schicchi, regista, fotografo e imprenditore italiano
- Riccardo Zandonai, compositore e direttore d'orchestra italiano

### Variante Ricardo

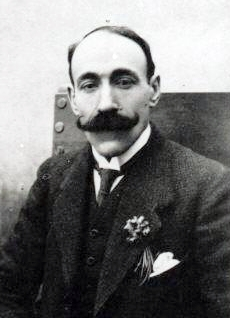
Ricardo Viñes

- Ricardo Arjona, cantautore e musicista guatemalteco
- Ricardo Bofill, architetto e urbanista spagnolo
- Ricardo Carvalho, calciatore e allenatore di calcio portoghese
- Ricardo Cortez, attore e regista austriaco
- Ricardo Legorreta Vilchis, architetto messicano
- Ricardo Montalbán, attore messicano
- Ricardo Quaresma, calciatore portoghese
- Ricardo Viñes, pianista e insegnante spagnolo naturalizzato francese
- Ricardo Zamora, calciatore e allenatore di calcio spagnolo

### Variante Richard
- Richard Abegg, chimico tedesco

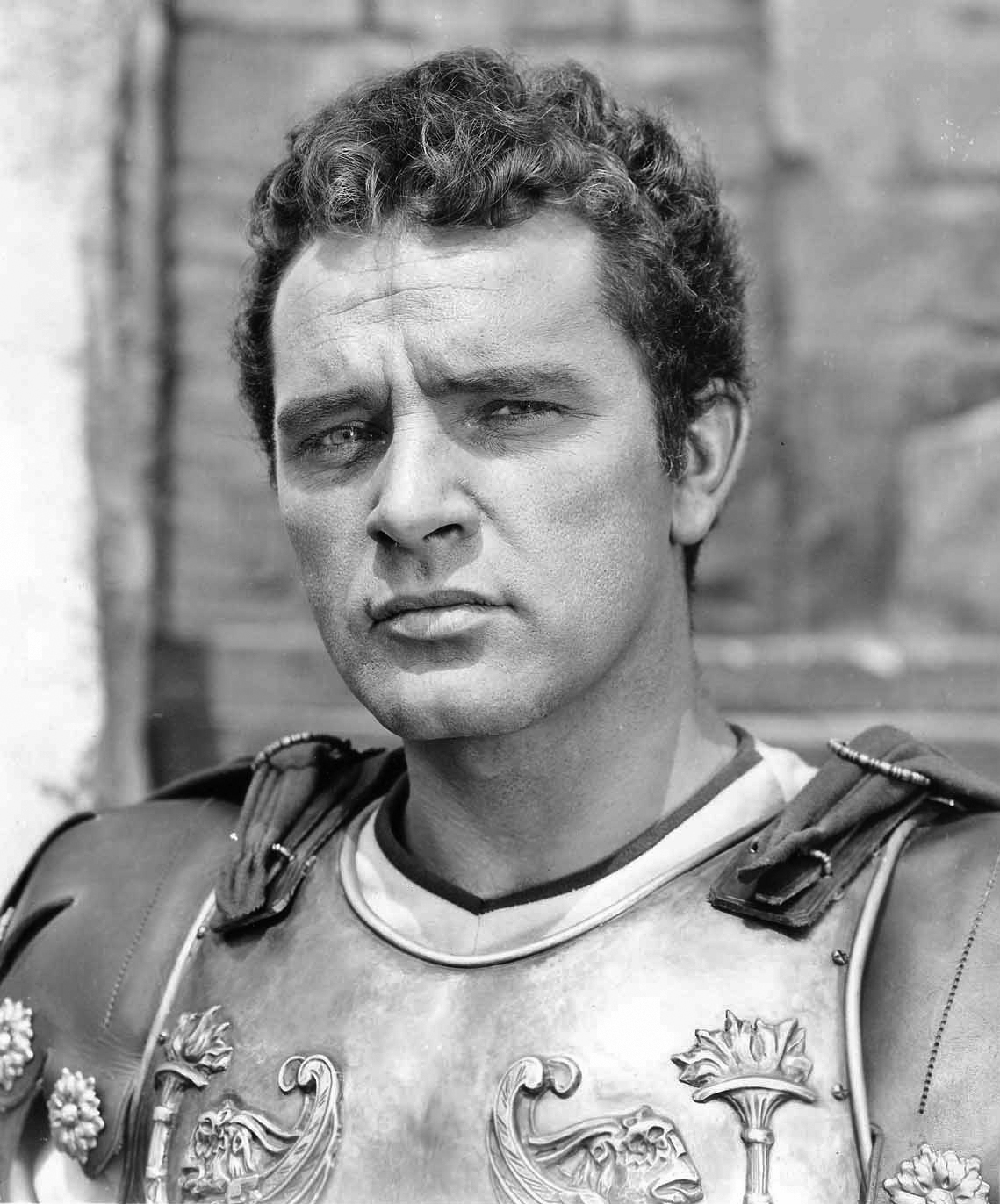
Richard Burton

- Richard Armitage, attore britannico
- Richard D. Bach, aviatore e scrittore statunitense
- Richard Burton, attore britannico
- Richard Dawkins, etologo, biologo, divulgatore scientifico, saggista e attivista britannico
- Richard Feynman, fisico e divulgatore scientifico statunitense
- Richard Gere, attore e attivista statunitense
- Richard Harris, attore e cantautore irlandese
- Richard Nixon, politico statunitense
- Richard Wayne Penniman, vero nome di Little Richard, cantante statunitense
- Richard Pryor, comico, attore e scrittore statunitense
- Richard Stallman, programmatore, informatico e attivista statunitense
- Richard Strauss, compositore e direttore d'orchestra tedesco
- Richard Wagner, compositore, poeta, regista teatrale, direttore d'orchestra e saggista tedesco
- Richard W. Wright, cantautore, tastierista, polistrumentista e compositore britannico
- Richard Wright, scrittore statunitense

### Variante Rick

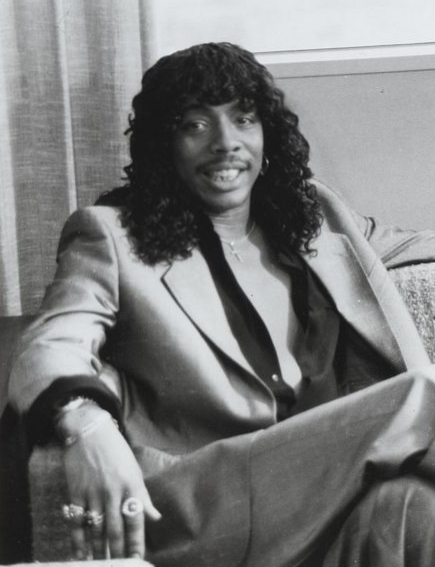
Rick James

- Rick Astley, cantautore, musicista e conduttore radiofonico britannico
- Rick Genest, modello canadese
- Rick James, cantautore, musicista e produttore discografico statunitense
- Rick Moranis, attore, comico, musicista e sceneggiatore canadese
- Rick Riordan, scrittore statunitense
- Rick Rubin, produttore discografico statunitense
- Rick Wakeman, tastierista e compositore britannico

### Variante Ricky

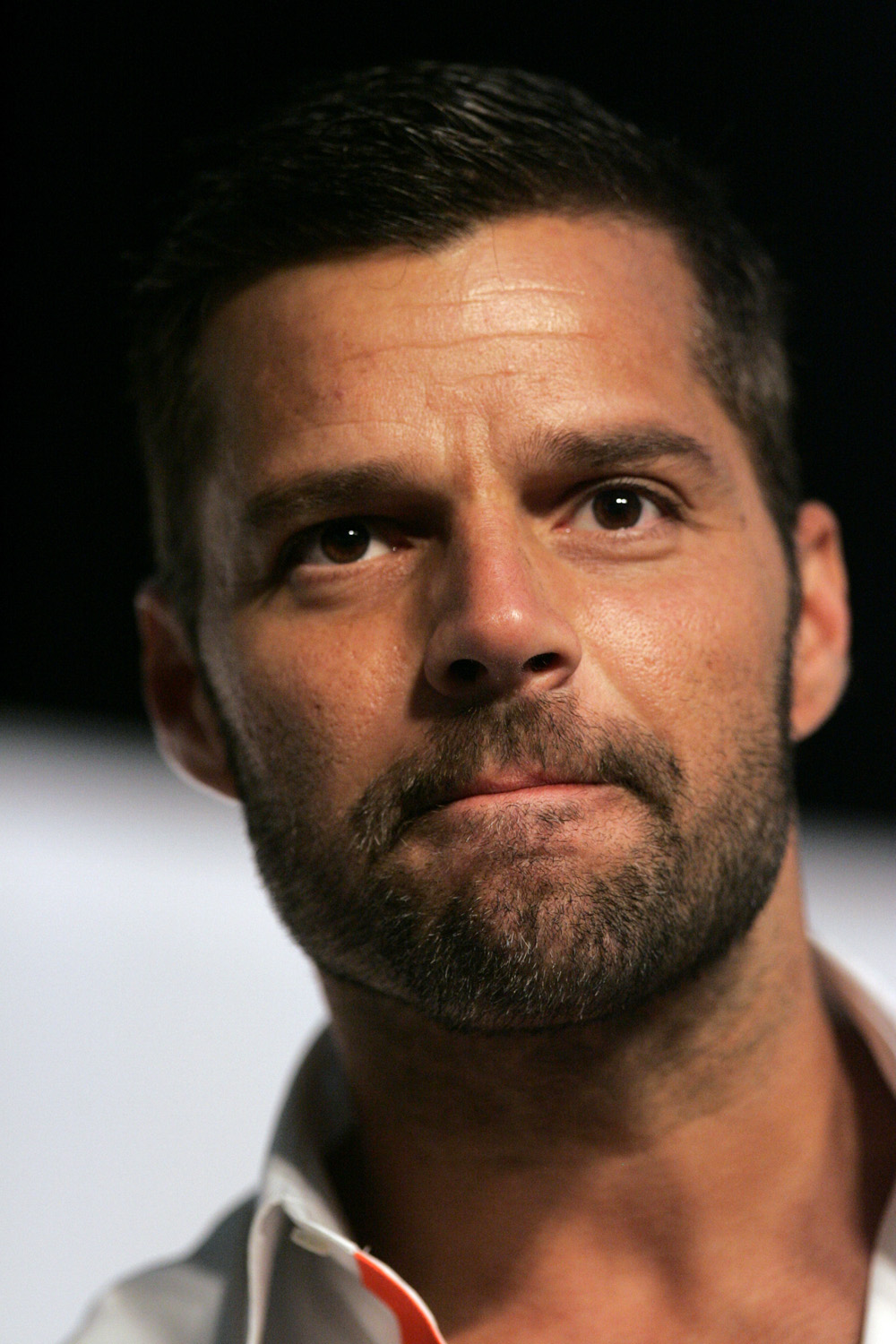
Ricky Martin

- Ricky Gianco, cantante, chitarrista, compositore e produttore discografico italiano
- Ricky Gervais, comico, attore, sceneggiatore, regista, produttore televisivo e cantante britannico
- Ricky Tognazzi, attore, regista, produttore cinematografico e doppiatore italiano
- Ricky Martin, cantante, attore e personaggio televisivo portoricano
- Ricky Rubio, cestista spagnolo

### Altre varianti maschili
- Ričardas Berankis, tennista lituano
- Ryszard Wincenty Berwiński, poeta e scrittore polacco
- Ricard Cardús, pilota motociclistico spagnolo
- Ryszard Kaczorowski, politico polacco
- Ryszard Kapuściński, giornalista e scrittore polacco
- Rikard Nordraak, compositore norvegese
- Rikard Norling, calciatore e allenatore di calcio svedese
- Richárd Rapport, scacchista ungherese

### Varianti femminili

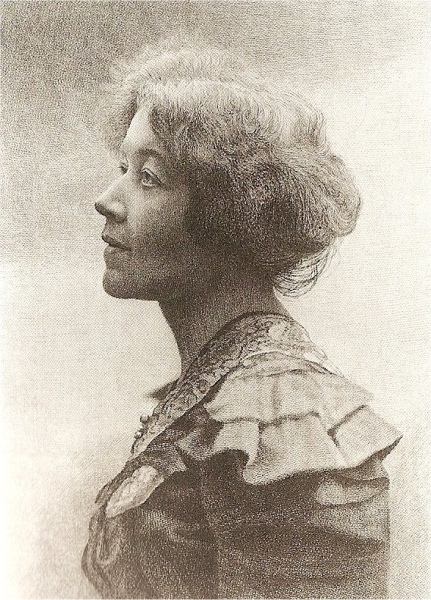
Ricarda Huch

- Riccarda di Svevia, imperatrice dei Franchi
- Riccarda di Sualafeldgau, margravina d'Austria
- Riccarda Casadei, editrice musicale italiana.
- Ricciarda Gonzaga, duchessa di Massa e principessa di Carrara
- Ricarda Haaser, sciatrice alpina austriaca
- Ricarda Huch, scrittrice tedesca
- Ricciarda Malaspina, marchesa di Massa e signora sovrana di Carrara

## Il nome nelle arti
- Riccardo Barni è il nome di un personaggio della novella Nel segno di Luigi Pirandello.
- Riccardo è il nome di un personaggio della commedia Chi è cchiu' felice 'e me! di Eduardo De Filippo.
- Ricciarda è un personaggio dell'omonima tragedia scritta da Ugo Foscolo.
- Richard Cunningham, detto Richie, è un personaggio della serie televisiva Happy Days.
- Ricky Rockerduck è un personaggio della Banda Disney.
- Richard Van Weyden è un personaggio della serie televisiva La strada per la felicità.
- Richard Watterson è un personaggio della serie animata Lo straordinario mondo di Gumball.
- Riccardin dal ciuffo è una fiaba di Charles Perrault.
- Il Riccardo è una canzone di Giorgio Gaber del 1969.
- Rick Deckard è il personaggio protagonista del romanzo di Philip K. Dick Ma gli androidi sognano pecore elettriche? e del film da esso tratto, Blade Runner.
- Ricardo Valenciano Libre è un personaggio della serie di videogiochi Metal Gear.
- Rick è un personaggio del videogioco Dino Crisis.
- Rick Sanchez è un personaggio della serie animata Rick and Morty.
- Rick è il protagonista maschile del film Cenerentola e gli 007 nani.
- Ricky è un personaggio della serie televisiva Mario.